# Theodor Stankeit
Theodor Stankeit (* 20. August 1848 in Düsseldorf; † 19. Juni 1927 in Essen-Altenessen) war ein deutscher Politiker.

## Leben und Wirken
Theodor Stankeit besuchte bis zu seinem 12. Lebensjahr die Elementarschule in Büttgen am Niederrhein und wurde danach von einem Pfarrer unterrichtet. In Büttgen machte er auch seine erste Ausbildung.
Beim Bürgermeisteramt Willich/Anrath absolvierte er eine Ausbildung vom 20. August 1868 bis zum 15. August 1870. Bei der Stadtverwaltung von Rheydt (seit 1975 zu Mönchengladbach) war er vom 16. August 1870 bis zum 15. Dezember 1871 Erster Sekretär, und direkt im Anschluss bis zum 26. Dezember 1873 Stadtsekretär in Mönchengladbach.
Vom 27. Dezember 1873 bis zum 10. Oktober 1886 war Stankeit Bürgermeister von Lobberich (seit 1970 zur Stadt Nettetal). Zugleich war er in Personalunion ab September 1875 Bürgermeister von Boisheim (seit 1970 zu Viersen). Stankeit heiratete 1876 Maria Kessels (1857–1881), sie bekamen die Kinder Theodor und Maria.
Am 11. Oktober 1886 wurde er zum Bürgermeister der Bürgermeisterei Altenessen ernannt. Dieses Amt hatte er bis zur Eingemeindung zur Stadt Essen am 1. April 1915 inne. An diesem Tag trat er seinen Ruhestand an. Die Bürgermeisterei Altenessen stellte zur Eingemeindung einige Forderungen an die Stadt Essen, wozu Stankeit am 12. Dezember 1911 eine Liste mit 27 Punkten einreichte; darunter die Forderungen nach dem Ausbau der Altenessener Straße, dem Bau einer Badeanstalt, einer Mädchenmittelschule, einer Turnhalle mit Jugendheim und einer Erweiterung des Kaiser-Wilhelm-Parks. Fast alle Forderungen erfüllte die Stadt Essen, was der Eingemeindung zuträglich wurde.
Auf Stankeits Initiative geht die Gründung des Gartenbauverbands für den Stadt- und Landkreis Essen am 12. Dezember 1919 zurück, der Vorläufer des heutigen Stadtverbands der Kleingärtnervereine in Essen ist.
Stankeit wurde auf dem Südfriedhof Altenessen beigesetzt, der in den 1970er Jahren entwidmet und zum Spindelmannpark umgestaltet wurde. Das Grab zählt heute zu den Ehrengräbern der Stadt Essen.

## Ehrungen
- Am 25. September 1904, während der Enthüllung des Kaiserbrunnens im Kaiser-Wilhelm-Park, wurde Theodor Stankeit der Rote Adlerorden IV. Klasse durch den Regierungspräsidenten Arthur Schreiber verliehen.
- In Essen-Altenessen-Süd wurde die ehemalige Parkstraße 1911 als Stankeitstraße nach ihm benannt.[3]
- Theodor Stankeit wurde auf dem Friedhof Segeroth beigesetzt. Die Stadt Essen erhob sein Grab zum Ehrengrab.[4]